# Espíritu de conquista
Espíritu de conquista (título original en inglés Western Union) es una película estadounidense del género wéstern dirigida por Fritz Lang y estrenada en 1941.

## Argumento
Vance Shaw (Randolph Scott) trata de escapar de su pasado de fuera de la ley. Empieza a trabajar en la línea telegráfica Western Union que se está construyendo para conectar las ciudades de Omaha y Salt Lake City. Se encargara de la seguridad para evitar los ataques de indios y pistoleros.